# دوراسوو
دوراسوو (به لاتین: Durasovo) یک منطقهٔ مسکونی در روسیه است که در باشقیرستان واقع شده‌است.